# Póker de amantes para tres (película de 1973)
Póker de amantes para tres es una película filmada en colores de Argentina dirigida por Carlos Dimitriadis según el guion de Alejandro Dimitriadis sobre una idea de Carlos Dimitriadis que se estrenó el 19 de julio de 1973 y que tuvo como protagonistas a Alejandro Dimitriadis, Carlos Dimitriadis y Ana María Calí. Tuvo el título alternativo de Después del atardecer.
No tiene relación alguna –salvo el nombre parecido- con Póker de amantes, película de 1969 que no fue estrenada hasta 2014, dirigida por Ramiro Cortés y Francisco Tarantini. 

## Sinopsis
Dos hermanos mellizos se enamoran de la misma mujer.

## Reparto
- Alejandro Dimitriadis
- Carlos Dimitriadis
- Ana María Calí
- Guadalupe Martea Morel
- Silvia Coccinelle
- Guadalupe Leuviah o Alicia Guadalupe
- Mario Savino

## Comentarios
El Heraldo del Cine opinó:

”Cierto erotismo menor que aprovecha desnudos femeninos pero no compensa la extrema debilidad de la historia.”

Manrupe y Portela escriben:

”Si ver Del brazo con la muerte del mismo director puede ser una experiencia surrealista, este verdadero Opus 2, otra vez con su hermano gemelo y en clave erótica, supera lo conocido. Entre lo más bizarro del cine argentino. Carlos y Alejandro Dimitriadis son los Carlos y Alejandro Lao de Del brazo….”